# Nur-Adad

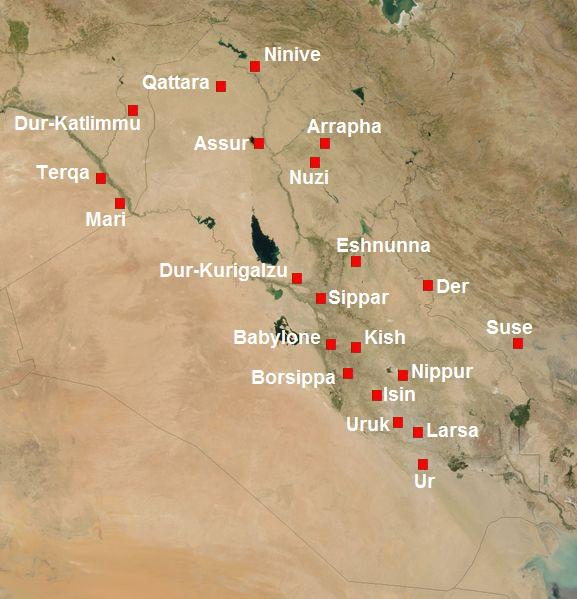
Mapa południowej Mezopotamii w II tys. p.n.e.

Nur-Adad (akad. Nūr-Adad, tłum. „Światło boga Adada”) – król Larsy panujący w latach 1865–1850 p.n.e. Za jego panowania powstał pałac w Larsie oraz rzeka Tygrys zmieniła swe koryto.
Jego następcą został jego syn Sin-iddinam.